# Roy Roberts
Roy Roberts (19 de marzo de 1906 – 28 de mayo de 1975) fue un actor de carácter estadounidense que a lo largo de los cuarenta años largos de su carrera actuó en más de novecientas producciones teatrales, televisivas y cinematográficas.

## Biografía
Su verdadero nombre era Roy Barnes Jones, y nació en Tampa, Florida. Empezó su carrera como actor en el teatro, trabajando en Broadway por primera vez en mayo de 1931. Su debut en el cine llegó en 1943 con Guadalcanal Diary. Intervino en numerosos filmes en papeles secundarios y volvió a Broadway para actuar en producciones como Twentieth Century, My Sister Eileen y Carnival in Flanders, hasta que empezó también a trabajar como artista invitado en diversas series televisivas. Tras trabajar en el popular show de Gale Storm My Little Margie en 1956, llegó a formar parte de diversos programas televisivos, actividad por la que hoy en día es más recordado. En un programa también interpretado por Gale Storm, The Gale Storm Show, y que era precursor de la serie The Love Boat, Roberts interpretó durante cuatro años al capitán del barco. Fue invitado a muchas series, incluyendo la de género western y drama criminal Sheriff of Cochise, y la de western infantil My Friend Flicka. 
A mediados de la década de 1960, Roberts era uno de los rostros más reconocibles de la pequeña pantalla, con papeles recurrentes en programas entre los que destacan los siguientes:
- Presidente de banca Mr. Cheever en The Lucy Show
- John Cushing, presidente del rival Banco Merchant en The Beverly Hillbillies
- Presidente del ferrocarril Norman Curtis en Petticoat Junction
- Frank Stephens en Bewitched, reemplazando a Robert F. Simon
- Banquero Harry Bodkin en Gunsmoke
- Dr. Reynolds, en The Road West
- Bruce MacDermott en Our Man Higgins
- Almirante Rogers en McHale's Navy

En los años 40 y 50 Roberts trabajó con regularidad en filmes de cine negro, incluyendo Force of Evil (1948), He Walked by Night (1948), Nightmare Alley (1947), The Brasher Doubloon (1947), Borderline (1950) y The Enforcer (1951).  También trabajó en películas de género neo-noir de la década de 1970, tales como The Outfit (1973) y Chinatown (1974).
Roberts falleció en Los Ángeles, California, a causa de un ataque cardiaco en 1975, y fue enterrado en el Cementerio Greenwood Memorial Park de Fort Worth, Texas.